# Storsjön (Axbergs socken, Närke)
Storsjön är en sjö i Örebro kommun i Närke och ingår i Norrströms huvudavrinningsområde.